# Geriseng
Geriseng (kinesiska: 格日僧, 格日僧苏木) är en socken i Kina. Den ligger i den autonoma regionen Inre Mongoliet, i den norra delen av landet, omkring 750 kilometer öster om regionhuvudstaden Hohhot.
Genomsnittlig årsnederbörd är 531 millimeter. Den regnigaste månaden är juni, med i genomsnitt 126 mm nederbörd, och den torraste är januari, med 2 mm nederbörd.